# Liga de Foot-Ball (Tucumán)
La Liga de Foot-ball fue una liga regional de fútbol Argentino que agrupaba algunos de los primeros equipos de la Provincia de Tucumán durante el inicio de la segunda década del siglo XX y antecedente más arcaico del deporte del futbol en esta provincia. Solo se disputaron 2 campeonatos, de los que resultaron ganadores el Atlético Tucumán y el Argentinos del Norte. Luego de un año de competencia esta entidad, por una serie de problemas dirigenciales, se vio disuelta en 1913.

## Campeones de la Liga de Foot-Ball
Todos los campeones:
| - 1911. Atlético Tucumán - 1911. Argentinos del Norte |

### Palmarés Liga de Foot-Ball (1911-1913)
| Club                 | Títulos | Campeón |
| -------------------- | ------- | ------- |
| Atlético Tucumán     | 1       | 1911.   |
| Argentinos del Norte | 1       | 1911.   |

## Clubes Afiliados
- Club Atlético Tucumán de Barrio Norte, San Miguel de Tucumán
- Club Atlético San Martín de Barrio Ciudadela, San Miguel de Tucumán
- Club Atlético Sportivo Buchardo, San Miguel de Tucumán
- Club Atlético Bernardino Rivadavia, San Miguel de Tucumán
- Club Atlético Argentinos del Norte, San Miguel de Tucumán